# Gustave Chapuis
Pour les articles homonymes, voir Chapuis.
Gustave Chapuis est un homme politique français né le 12 janvier 1851 à Vitteaux (Côte-d'Or) et mort le 22 décembre 1920 à Nancy (Meurthe-et-Moselle).

## Biographie
Fils d'une famille rurale, il fait des études de médecine à Paris. En 1870 il intègre les Francs-Tireurs de la Délivrance qui est une organisation de partisans dans les Vosges et en Haute-Marne. Diplômé en 1878, il s'installe à Toul où il exerce pour le camp militaire, il devient conseiller municipal de Toul en 1879 et conseiller général en 1886. Il reste ambulancier jusque 1881 dans l'active puis dans la territoriale avant de devenir médecin aide-major en 1888, médecin major de 2e classe en 1892 puis de 1re classe en 1904 et devenant médecin chef de l'hôpital de campagne. En octobre 1881, il s'oppose à l'expédition en Tunisie. En 1885, il est la tête de liste radicale aux législatives mais n'obtient pas assez de voix. Il se présente une nouvelle fois aux législatives en 1889 mais se désiste au second tour pour un autre républicain. Il est député de Meurthe-et-Moselle de 1893 à 1911, siégeant au groupe des Républicains radicaux. 
Il fonde La Moselle, un hebdomadaire du Comité républicain démocratique. Il est fait président du groupe parlementaire des bouilleurs de cru à la Chambre qui regroupe les vignerons ou les proches des vignerons. Lors de l'affaire Dreyfus, il est le seul député du département à être dreyfusard et soutient le gouvernement Waldeck-Rousseau puis Combes et s'intéresse particulièrement aux questions militaires. En 1902, il accueille le général André, ministre de la Guerre. Il est questeur de la Chambre entre 1903 et 1907. Il n'adhère pas au parti radical s'appuie sur un comité local, le Cercle démocratique qui devient en 1905 le « Comité républicain démocratique ». 
Il est élu sénateur de 1911 à 1920 où il siège sur les bancs de la gauche démocratique, où il se fait discret. Il est élu maire de Toul le 20 juin 1914 mais il est mobilisé comme médecin militaire pendant la Première Guerre mondiale. Chapuis est battu aux élections municipales de 1919 par son premier adjoint Lucien Lafarge, avec qui les relations sont très mauvaises. Il se présente en janvier 1920 mais il est battu au troisième tour par Henri Michaut, conservateur. 

### Décoration
- Officier de la Légion d'honneur (1916)
- Chevalier de la Légion d'honneur (1905)

## Sources
- « Gustave Chapuis », dans le Dictionnaire des parlementaires français (1889-1940), sous la direction de Jean Jolly, PUF, 1960 [détail de l’édition]
- Jean El Gammal, François Roth et Jean-Claude Delbreil, Dictionnaire des Parlementaires lorrains de la Troisième République, Serpenoise, 2006 (ISBN 2-87692-620-2 et 978-2-87692-620-2, OCLC 85885906, lire en ligne), p. 141-142